# Schlemihl

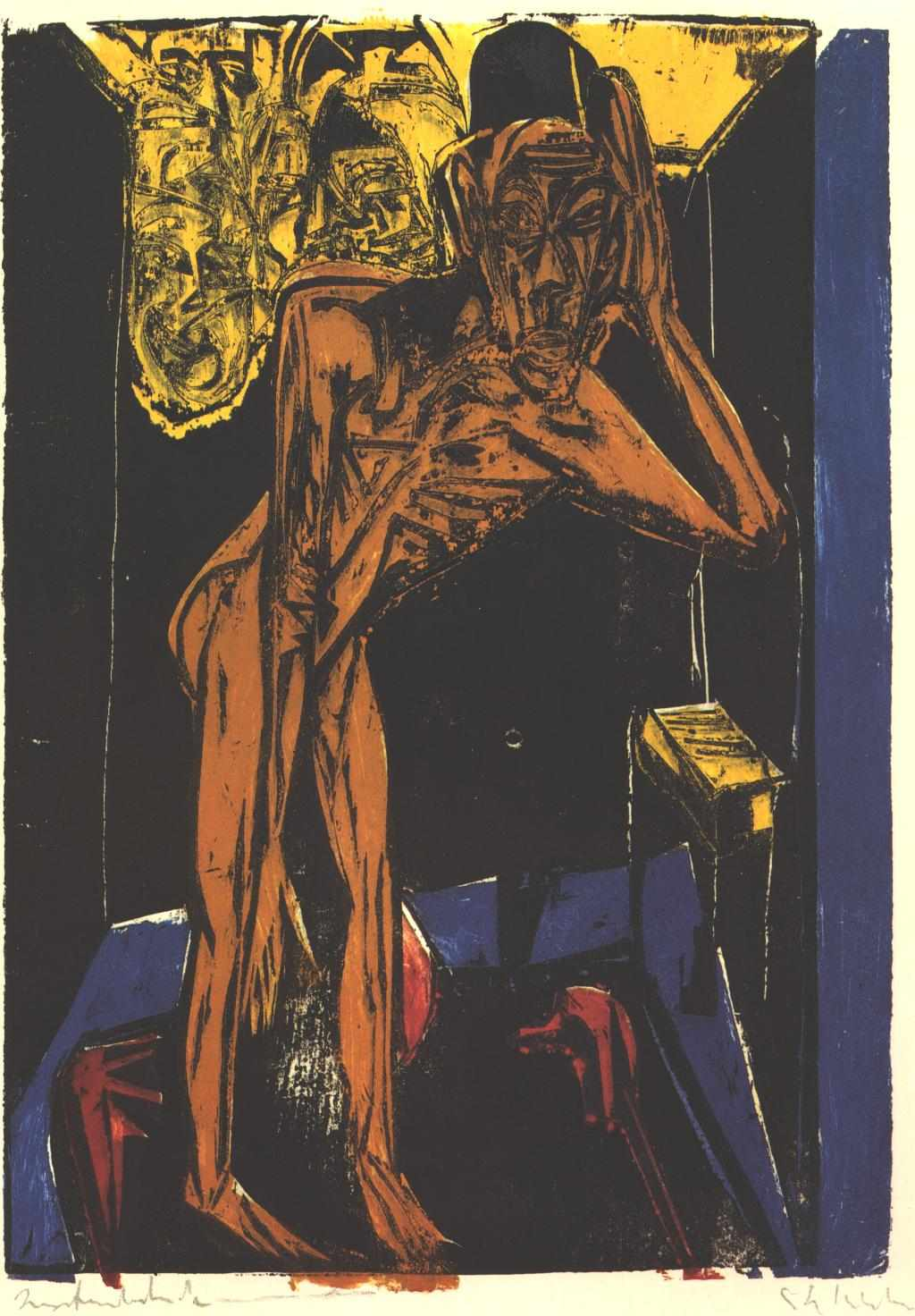
Schlemihl nella desolata solitudine della sua stanza (quadro di Ernst Ludwig Kirchner)

Il termine Schlemihl (dall'yiddish Schlemiel) denotava nella cultura ebraica dell'Europa Orientale la sfortuna proverbiale, lo sciocco, lo sfortunato.

## Lo Schlemihl come protagonista
La figura dello Schlemihl si trova in molte opere letterarie, teatrali e musicali.

### Cinema
- Nel 1916, in Germania uscì Hoffmanns Erzählungen, un film diretto da Richard Oswald dove appariva il personaggio di Schlemihl interpretato da Louis Neher.
- Nel 1923, Max Neufeld firmò in Austria un altro Hoffmanns Erzählungen dove Schlemiehl fu interpretato da Robert Valberg.
- Nel 1951, i registi britannici Michael Powell e Emeric Pressburger firmarono The Tales of Hoffmann (in Italia I racconti di Hoffmann), una versione cinematografica, girata in inglese e di grande impatto scenografico, di Les Contes d'Hoffmann di Jacques Offenbach. Molti momenti del film sono affidati alle coreografie di Frederick Ashton e ai suoi numeri di balletto. Anche il personaggio di Schlemihl è interpretato da un ballerino, il celebre Léonide Massine.

### Letteratura
- Storia straordinaria di Peter Schlemihl (Peter Schlemihls wundersame Geschichte), romanzo di Adalbert von Chamisso pubblicato nel 1814.

Nel romanzo di Thomas Pynchon, "V" il personaggio Profane è uno schlemihl

### Musica e teatro
- Il compositore Emil Nikolaus von Reznicek scrisse nel 1912 un poema sinfonico dal titolo Schlemihl.
- Nell'opera I racconti di Hoffmann (Les Contes d'Hoffmann) musicata da Jacques Offenbach su libretto di Jules Barbier, nel quarto atto, che vede come protagonista la cortigiana Giulietta, appare il personaggio di Schlemihl nelle vesti di uno studente innamorato della donna. Il giovane, per conquistare i favori della bellissima cortigiana, ha ceduto in cambio la sua ombra al diabolico Dapertutto.